# NGC 675
NGC 675 è una galassia a spirale situata nella costellazione dell'Ariete, a una distanza di circa 232 milioni di anni luce dalla nostra Via Lattea.

## Scoperta
La galassia è stata scoperta il 25 settembre 1886 dall'astronomo statunitense Lewis Swift.

## Descrizione
NGC 675 presenta una larga riga a 21 cm dell'idrogeno neutro.